# Ginásio de Tavira
O Ginásio Clube de Tavira é uma associação desportiva da cidade de Tavira, fundada em 19 de Outubro de 1928 e classificado com o Estatuto de Utilidade Pública para a época de 2012/2013.
O Ginásio Clube de Tavira antes era um campo de terra hoje o clube é formado por um "campo de grandes jogos", uma "pista de ciclismo" e dois "polidesportivos" que em 2003 foi melhorado com a aplicação de piso sintético.  
O Ginásio de Tavira é o clube de ciclismo mais antigo de Portugal. No principio dos anos cinquenta, o clube com a sua actividade ciclística  alcança resultados de nomeada com três segundo lugares individuais obtidos pelo seu ciclista Jorge Corvo na Volta a Portugal de 1959, 1963 e 1964 e um terceiro lugar em 1962. Em 1964 o mesmo ciclista Jorge Corvo venceu a II Volta ao Estado de São Paulo e em 1965 Sérgio Páscoa venceu a III edição da mesma competição.